# Miranorte
Miranorte är en kommun i Brasilien.   Den ligger i delstaten Tocantins, i den centrala delen av landet, 700 km norr om huvudstaden Brasília. Antalet invånare är 12 626.
Omgivningarna runt Miranorte är huvudsakligen savann. Runt Miranorte är det glesbefolkat, med 11 invånare per kvadratkilometer.